# O’Sheas Casino
O’Sheas Casino – kasyno, położone przy bulwarze Las Vegas Strip w Paradise, w stanie Nevada. Stanowi własność korporacji Caesars Entertainment Corp. i operowany jest w porozumieniu z sąsiednim kompleksem Flamingo.
W 2006 roku Vince Neil, wokalistka zespołu Mötley Crüe, otworzył w O’Sheas studio tatuażu Vince Neil Ink. W salonie znajduje się pomieszczenie zwane The Stage, które posiada przeszklone ściany, dzięki czemu przechodnie na Las Vegas Strip mogą oglądać proces tworzenia tatuażu wewnątrz.
Wśród gości O’Sheas znajdują się przede wszystkim przedstawiciele grupy wiekowej 20-30. Kasyno oferuje niskie stawki minimalne w grach stołowych, pokój do gry w pokera, a także salę do gry w beer ponga.
O’Sheas pojawił się w filmie W krzywym zwierciadle: Wakacje w Vegas (1997), kiedy to Rusty Griswold (Ethan Embry) podczas wizyty w kasynie wygrał samochód.